# Фронтиниан
Фронтиниан (IV век) — святой мученик Альбийский. День памяти — 22 августа.
По преданию, св. Фронтиниан родился в Каркассоне (совр.Франция). Вместе со св. Кассианом, ирландцем по происхождению, он отправился в паломничество в Рим. По возвращении из Рима св. диакон Фронтиниан остановился в городе Альба Помпея (Alba Pompeia) для проповеди Евангелия. Там он и его попутчик были умучены.
Имеется несколько преданий о св. Фронтиане и его спутнике.
На месте мученической смерти монахов был воздвигнут монастырь.
Св. Фронтиан почитается одним из святых покровителей города Альба. Он изображенной на картине работы Миллокко (Millocco), сохранившейся в кафедральном соборе в часовне святого Тибо (Teobaldo), с ножом, застрявшем в его голове.
Пьеро Баргеллини (Piero Bargellini) указывает на 22 августа, как на день его памяти.

## Изображения
- Chiesa di San Frontiniano
- Chiesa di San Frontiniano